# Philip Wharton, 4. Baron Wharton

Anthonis van Dyck: Philip Wharton, 4. Baron Wharton, 1632

Philip Wharton, 4. Baron Wharton (* 8. April 1613; † 4. oder 5. Februar 1695) war ein englischer Politiker der Stuartzeit.

## Herkunft und familiäres Umfeld
Philip Wharton gehörte zu einer alten englischen Adelsfamilie, die seit dem 13. Jahrhundert in Nordengland an der Grenze zu Schottland ansässig war. Er war der Sohn von Sir Thomas Wharton (1587–1622) und der Tochter des Robert Carey, 1. Earl of Monmouth. Dieser Thomas Wharton war der vorverstorbene älteste Sohn von Philip Wharton, 3. Baron Wharton (1555–1625). Philip Wharton wurde am 8. April 1613 geboren und erbte den Titel seines gleichnamigen Großvaters 1625 im Alter von 12 Jahren.

## Leben und militärisch-politische Laufbahn
Philip Wharton wurde am Eton College erzogen und besuchte anschließend ab dem 3. Mai 1625 das Exeter College der Universität Oxford. Während dieser Zeit machte er mit seinem Bruder Thomas eine dreijährige Reise bis zum 6. Juli 1629. Nach Ende seines Studiums wurde er am 18. Januar 1637 in Lincoln’s Inn zugelassen. Vom König erhielt er vor dem 1. März 1638 die Aufforderung, sich am 1. Bishop’s War zu beteiligen und bis zur Wiederherstellung seiner im Krieg verwüsteten Ländereien im Norden zu verbleiben. Er wurde von Karl I. durch einen writ of summons aufgefordert, seinen Sitz im House of Lords im sogenannten Short Parliament einzunehmen. Im Parlament stimmte er dann am 24. April 1640 gegen des Königs Forderung, diesen finanziell zu unterstützen. Danach war er im November 1640 einer der Edelleute, die der König zu den Verhandlungen mit den Schotten in Ripon und London berief. Als erklärter Puritaner nahm er dann auf Seiten des Parlaments als einer der wenigen Peers am folgenden Bürgerkrieg teil. Durch Beschluss des Parlaments wurde er am 5. Mai 1642 zum Lord Lieutenant der Grafschaft Lancaster und am 24. Juni 1642 auch der Grafschaft Buckinghamshire ernannt. Schließlich wurde er am 11. September 1644 auch Lord Lieutenant der Grafschaft Westmorland. Außerdem war er vom 27. Mai bis 22. August 1643 und vom 26. Februar bis 5. Juni 1645 Speaker des House of Lords.
Philip Wharton war auch militärisch auf Seiten der Parlamentstruppen aktiv. Am 5. Juli 1642 wurde er zum Colonel-General für einen geplanten Feldzug nach Irland bestellt, der allerdings nie erfolgte. Er nahm als Oberst eines Infanterie-Regiments unter dem Earl of Essex am 23. Oktober 1642 an der Schlacht bei Edgehill teil; allerdings wenig ruhmreich, denn sein Regiment lief, ohne zu kämpfen, einfach davon. Danach wurde er am 2. November 1643 zum Commander für die West Indies ernannt. Er war dann Beauftragter des Parlaments für die Verhandlungen am 28. Juli 1645 mit den Schotten in Berwick. Am 1. Dezember 1645 petitionierten die Commoners an den König, Wharton den Earlstitel zu verleihen, eine Antwort des Konigs erfolgte nicht. Nach der „Säuberung“ des Parlaments durch Pride zog sich Wharton ins Privatleben zurück, blieb aber Oliver Cromwell gelegentlich als Berater verbunden. Er wurde vom Lordprotector Cromwell zwar in das Other House, eine Art Ersatzoberhaus, berufen, nahm aber an den Sitzungen niemals teil.

## Nach der Restauration
Philip Wharton hatte sich schon früh den Kräften der Restauration der Stuart-Monarchie nach der Abdankung Richard Cromwells, der seinem Vater Oliver als Lordprotektor gefolgt war, angeschlossen. So gehörte er zu der Kavalkade, die König Karl II. am 19. März 1660 von Greenwich nach London feierlich einholten. Der junge König hatte aber Whartons Beteiligung am Bürgerkrieg nicht vergessen. Nachdem er seine Stellung als König gefestigt hatte, begann er nach und nach, gegen frühere Königsgegner vorzugehen. So wurde auch Wharton am 16. Februar 1676 wegen seiner Beteiligung am Bürgerkrieg im Tower inhaftiert. Er wurde begnadigt, nachdem er den König um Gnade und Verzeihung gebeten hatte und konnte den Tower verlassen. Nach der Thronbesteigung Jakobs II., eines Katholiken, zog sich Wharton auf das Festland zurück, kehrte aber 1686 zurück. Er war politisch ein Whig und einer der Ersten, die sich nach der Vertreibung Jakobs II. Wilhelm III. anschlossen. Dieser ernannte ihn zum Mitglied des Geheimen Rates (Privy Council). Wharton war dreimal verheiratet. Er starb am 4. oder 5. Februar 1695 und wurde von seinem Sohn Thomas als 5. Baron Wharton beerbt.